# Championnat d'Estonie de football 1992
Navigation
Édition précédente Saison suivante
La saison 1992 du Championnat d'Estonie de football était la première édition de la première division estonienne à poule unique, la Meistriliiga, depuis que la république baltique a acquis son indépendance de l'ex-URSS en 1991. Organisée au printemps 1992, elle regroupe 14 clubs estoniens - 2 clubs déclarent forfait avant le début de la compétition - qui s'affrontent dans 2 poules (Est et Ouest) avant de jouer une poule pour le titre et une poule de relégation. Dans toutes les poules, les rencontres sont disputées en matchs aller simple.
C'est le FC Norma Tallinn qui termine en tête de la poule pour le titre.  C'est donc le premier titre de champion d'Estonie de son histoire.

## Les 14 clubs participants
| - FC Flora Tallinn - FC Norma Tallinn - Keemik Kohtla-Jahrve - FC TVMK Tallinn - JK Eesti Põlevkivi Jõhvi - KSK Vigri Tallinn - FK Maardu | - FC Narva Trans - Kalev Tartu - JK Dünamo Tallinn - JK Maag Tartu - JK Kalev Sillamäe - JK Tulevik Viljandi - JK Vaprus Pärnu |

## Compétition
Le barème de points servant à établir tous les  classements se décompose ainsi :
- Victoire : 2 points
- Match nul : 1 point
- Défaite : 0 point

### Première phase

#### Poule Ouest
| Rang | Équipe              | Pts | J | G | N | P | Bp | Bc | Diff |
| ---- | ------------------- | --- | - | - | - | - | -- | -- | ---- |
| 1    | FC Norma Tallinn    | 12  | 6 | 6 | 0 | 0 | 29 | 3  | +26  |
| 2    | FC TVMK Tallinn     | 9   | 6 | 4 | 1 | 1 | 21 | 6  | +15  |
| 3    | KSK Vigri Tallinn   | 8   | 6 | 4 | 0 | 2 | 16 | 14 | +2   |
| 4    | FC Pärnu Vaprus     | 6   | 6 | 2 | 2 | 2 | 10 | 12 | -2   |
| 5    | JK Dünamo Tallinn   | 5   | 6 | 2 | 1 | 3 | 7  | 12 | -5   |
| 6    | JK Viljandi Tulevik | 1   | 6 | 0 | 1 | 5 | 6  | 23 | -17  |
| 7    | JK Maag Tartu       | 1   | 6 | 0 | 1 | 5 | 5  | 24 | -19  |

|  | Qualifié pour la poule pour le titre   |
|  | Participation à la poule de relégation |

#### Poule Est
| Rang | Équipe                   | Pts | J | G | N | P | Bp | Bc | Diff |
| ---- | ------------------------ | --- | - | - | - | - | -- | -- | ---- |
| 1    | FC Flora Tallinn         | 11  | 6 | 5 | 1 | 0 | 36 | 4  | +32  |
| 2    | JK Eesti Põlevkivi Jõhvi | 9   | 6 | 3 | 3 | 0 | 18 | 8  | +10  |
| 3    | Kalev Tartu              | 8   | 6 | 3 | 2 | 1 | 22 | 14 | +8   |
| 4    | FC Narva Trans           | 8   | 6 | 3 | 2 | 1 | 14 | 9  | +5   |
| 5    | JK Sillamäe Kalev        | 3   | 6 | 1 | 1 | 4 | 4  | 10 | -6   |
| 6    | Keemik Kohtla-Järve      | 3   | 6 | 1 | 1 | 4 | 5  | 13 | -8   |
| 7    | FK Maardu                | 0   | 6 | 0 | 0 | 6 | 3  | 44 | -41  |

|  | Qualifié pour la poule pour le titre   |
|  | Participation à la poule de relégation |

### Deuxième phase

#### Poule pour le titre
| Rang | Équipe                   | Pts | J | G | N | P | Bp | Bc | Diff |
| ---- | ------------------------ | --- | - | - | - | - | -- | -- | ---- |
| 1    | FC Norma Tallinn         | 12  | 7 | 5 | 2 | 0 | 22 | 4  | +18  |
| 2    | JK Eesti Põlevkivi Jõhvi | 10  | 7 | 3 | 4 | 0 | 23 | 14 | +9   |
| 3    | FC TVMK Tallinn          | 8   | 7 | 3 | 2 | 2 | 23 | 13 | +10  |
| 4    | FC Flora Tallinn         | 8   | 7 | 3 | 2 | 2 | 17 | 9  | +8   |
| 5    | KSK Vigri Tallinn        | 6   | 7 | 3 | 0 | 4 | 9  | 16 | -7   |
| 6    | Kalev Tartu              | 5   | 7 | 1 | 3 | 3 | 11 | 18 | -7   |
| 7    | Trans Narva              | 4   | 7 | 1 | 2 | 4 | 9  | 28 | -19  |
| 8    | FC Pärnu Vaprus          | 3   | 7 | 1 | 1 | 5 | 10 | 22 | -12  |

|  | Champion d'Estonie 1992 |

#### Poule de relégation
| Rang | Équipe              | Pts | J | G | N | P | Bp | Bc | Diff |
| ---- | ------------------- | --- | - | - | - | - | -- | -- | ---- |
| 1    | JK Dünamo Tallinn   | 8   | 5 | 4 | 0 | 1 | 14 | 5  | +9   |
| 2    | Keemik Kohtla-Järve | 8   | 5 | 3 | 2 | 0 | 10 | 4  | +6   |
| 3    | JK Sillamäe Kalev   | 6   | 5 | 2 | 2 | 1 | 8  | 8  | 0    |
| 4    | JK Maag Tartu       | 4   | 5 | 1 | 2 | 2 | 8  | 7  | +1   |
| 5    | JK Viljandi Tulevik | 4   | 5 | 1 | 2 | 2 | 11 | 11 | 0    |
| 6    | FK Maardu           | 0   | 5 | 5 | 0 | 0 | 4  | 20 | -16  |

|  | Barrage de promotion-relégation |
|  | Relégué en 2e division          |

### Matchs

#### Barrage de promotion-relégation
Afin de déterminer le 12e club participant à la Meistriliiga la saison prochaine, le 4e de la poule de relégation de D1 affronte le champion de D2 dans un barrage avec matchs aller et retour.

C'est le JK Maag Tartu qui va jouer sa place parmi l'élite face au Kreenholm Narva, pensionnaire de deuxième division.
| Équipe 1           | Résultat | Équipe 2             | Aller | Retour |
| ------------------ | -------- | -------------------- | ----- | ------ |
| JK Maag Tartu (D1) | 4 - 4    | Kreenholm Narva (D2) | 1 - 1 | 3 - 3  |

- Le JK Maag Tartu se maintient en première division, au bénéfice des buts marqués à l'extérieur.

## Bilan de la saison
| Tableau d'Honneur                 |                  |
| Compétition                       | Vainqueur        |
| Championnat d'Estonie de football | FC Norma Tallinn |
| Coupe d'Estonie de football       | Non disputée     |

| Promotion et relégation |                                  |
| Relégués en Esiliiga    | FK Maardu JK Vaprus Pärnu        |
| Promus en Meistriliiga  | Aucun (passage de 14 à 12 clubs) |